# Francesc Tort i Mitjans
Francesc Tort i Mitjans (Vilanova i la Geltrú, Garraf, 24 de maig de 1936) és un historiador, prevere i bibliotecari català.
Format al Seminari Conciliar de Barcelona i a la Universitat Pontifícia de Comillas, ha exercit com a bibliotecari de la Biblioteca Balmes. Des del seu vessant d'historiador, s'ha especialitzat en l'estudi dels prelats catalans de la Il·lustració i l'església catalana. De entre les seves publicacions, destaquen “Biografia histórica de Francisco Armanyà i Font, obispo de Lugo y arzobispo de Tarragona” (1967) i “El obispo de Barcelona Josep Climent i Avinent 1706-1781” (1978). Altres obres seves d'especial interès històric són “Guia de Santa Maria del Mar” i “Santa Maria del Mar, catedral de la Ribera” (1991), que revisen el passat històric i pastoral de la Basílica de Santa Maria del Mar, de la qual mossèn Tort en fou durant molt temps el seu rector, concretament, entre els anys 1985 i 1997.